# Fliegend
Fliegend es una banda chilena de black/doom metal con influencias de funeral doom metal formada en el 2007. Su sonido es bastante especial por tener un grado de experimentación más amplio que bandas del mismo género. Actualmente, Fliegend ha editado con sellos de distintas partes del mundo, como Suecia, Holanda y Estados Unidos. Mientras posee canciones habladas en español, posee otras en alemán e inglés. Fliegend es pionero en un país tocando depressive black metal.

## Historia
La idea de banda comienza cuando sus dos miembros originarios, Malaquias y Psychopath, escuchaban cierto disco de Ulver, donde sentían una especie de teletransportación, y que podían volar, como si tuvieran alas. Ese mismo sentimiento los impulso a transformarlo en música, y nombrar así a la banda (Fliegend es "Volar" es Alemán) y concretizar la idea de un grupo musical.
Su primera muestra de vida se ve en el split con la banda francesa No Heaven, con el nombre "By the Death Course Map we are Looking for our Agony", bajo el sello experimental FunerART, el año 2008, donde participaron con tres tracks, pero mucho más cercanos al Drone Doom. Aunque tal split no tuvo fines comerciales por ser puesto a libre descarga por el sello, puso las bases para el lanzamiento de su debut, por la fama que empezó a recibir su nombre.
Finalmente, el año 2009, Lanzan su debut At the Dark Gate from the Hidden Whiteness, bajo el sello FunerART en Chile, ahora sumergidos en el Black/Funeral Doom Metal y a diversas influencias más, siendo un disco bastante experimental, y también firman con el sello Sueco Salute Records, que lo distribuyó en tierras europeas. Aunque fuera un disco de aproximadamente 35 minutos, recibió un muy buen nombre de parte de quienes los escucharon, y empezó a ser reconocida en la escena underground. Más tarde, la banda participa en el compilado latinoamericano INVOCACION, con el track "Ella Sangra a Través de las Crudas Hojas de la Tempestad Otoñal" e incluye a tres miembros más: Kevork, D y Nhiver. Al comienzo solo eran para presentaciones en vivo, pero luego pasaron a ser oficialmente de la banda.
El Año 2010, Fliegend, casi a finales de año lanzó dos nuevas obras. La primera fue un split con las bandas chilenas Lifeless Within y Negative or Nothing, bajo el sello estadounidense Misanthropic Art Productions, el cual llevó el nombre de "Amtrivalent". Un mes más tarde, la banda lanza su segundo disco de estudio, con la exclusividad de ser solo tracks en alemán, el cual fue llamado Auf dem kosmischen Tal suche ich nach meinem Tod y fue lanzado tal como el anterior disco, en Chile y en Suecia, y además en Holanda y Alemania, por los sellos Svartgalgh Records y Runenstein Records. Este álbum presenta un cambio, ya que en este se ven muchísimas canciones con mayor influencia al Ambient y al Drone, pero sin olvidar al Black metal y al Doom metal, pero a diferencia del su debut, la influencia al Funeral Doom Metal es mucho menor.
Para el año 2011, Fliegend tiene pensado hacer una regrabacion de su álbum debut, y relanzarlo junto a su segundo álbum en una edición especial. Además, tiene pensado grabar su tercer álbum, esta vez completamente en español, donde incluirán la canción "Ella Sangra a Través de las Crudas Hojas de la Tempestad Otoñal", previamente lanzada en un compilado, pero regrabada.

## Miembros
- Psychopath - voz y guitarra
- Malaquias - guitarra, bajo y batería

## Discografía

### Álbumes de estudio
- At the Dark Gate from the Hidden Whiteness (2009)
- Auf dem kosmischen Tal suche ich nach meinem Tod (2010)

### Demos, Eps y Splits
- By the Death Course Map We Are Looking for Our Agony (2007) - split con No Heaven
- Amtrivalent (2010) split con Lifeless Within y Negative or Nothing